# Ду-уап
Ду-уап (на английски: doo-wop) е вокален поджанр на музикалния жанр ритъм енд блус, развил се в афроамериканските общности през 1940-те години.
Добива популярност в мейнстрийма през 1950-те и началото на 1960-те години. Възниква в Ню Йорк, Филаделфия, Чикаго, Балтимор, Нюарк, Питсбърг и части от агломерацията на Лос Анджелис, включително в Ел Монте и Комптън.